# Lijst van afleveringen van Dexter
Dit is een lijst met afleveringen van de Amerikaanse televisieserie Dexter. Van de serie zijn in totaal acht seizoenen (elk van 12 afleveringen) gemaakt. In Nederland en België is de serie te ontvangen via de digitale zender 13th Street. Vanaf 4 september 2008 werd de serie in Vlaanderen uitgezonden op VT4 (alleen seizoen 1) en vanaf 7 maart 2011 op de digitale zender Acht. Vanaf 8 november 2009 wordt de serie op Nederland 3 door de VPRO uitgezonden. Dexter is de eerste buitenlandse serie die ook via Uitzending Gemist te zien is.

## Overzicht
| Seizoen | Afleveringen | Uitzenddata VS     | Uitzenddata VS    |
| Seizoen | Afleveringen | Seizoen premiere   | Seizoen finale    |
| ------- | ------------ | ------------------ | ----------------- |
| 1       | 12           | 1 oktober 2006     | 17 december 2006  |
| 2       | 12           | September 30, 2007 | December 16, 2007 |
| 3       | 12           | 28 september 2008  | 14 december 2008  |
| 4       | 12           | 27 september 2009  | 13 december 2009  |
| 5       | 12           | 26 september 2010  | 12 december 2010  |
| 6       | 12           | 2 oktober 2011     | 18 december 2011  |
| 7       | 12           | 30 september 2012  | 16 december 2012  |
| 8       | 12           | 30 juni 2013       | 22 september 2013 |

## Seizoen 1
| # | Titel                     | Regie            | Script                              | Première VS      |
| --- | ------------------------- | ---------------- | ----------------------------------- | ---------------- |
| 01 | Dexter                    | Michael Cuesta   | James Manos, Jr.                    | 1 oktober 2006   |
| Dexter Morgan is een seriemoordenaar die andere moordenaars, die aan een gerechtelijke veroordeling zijn ontsnapt, alsnog vermoordt. Overdag werkt hij als forensisch onderzoeker bij de Miami Metro Police. Dexter heeft een latrelatie met Rita Bennett, een moeder van twee jonge kinderen. Rita's man zit in de gevangenis. Terwijl het team een onderzoek voert naar de zogenaamde Ice Truck Killer, tracht Debra Morgan, de pleegzus van Dexter, een promotie te verkrijgen naar het team van haar broer. Uitzending NL (VPRO): 8 november 2009 - Uitzending BE (VT4): 4 september 2008, herh. (Acht) 7 maart 2011, herh. 5 november 2012 |                           |                  |                                     |                  |
| 02 | Crocodile                 | Michael Cuesta   | Clyde Phillips                      | 8 oktober 2006   |
| Dexter assisteert inspecteurs Doakes en Batista in het onderzoek naar de moord op een politieman, die undercover was bij drugsbaron Carlos Guerrero. Terwijl Dexter zich aan het voorbereiden is op zijn volgende slachtoffer, ontdekt hij dat de Ice Truck Killer op de hoogte is van zijn geheim. Debra vindt de vrachtwagen waarin de seriemoordenaar zijn slachtoffers vermoordt en wordt gepromoveerd. Uitzending NL (VPRO): 8 november 2009 - Uitzending BE (VT4): 11 september 2008, herh. (Acht) 8 maart 2011, herh. 6 november 2012 |                           |                  |                                     |                  |
| 03 | Popping Cherry            | Michael Cuesta   | Daniel Cerone                       | 15 oktober 2006  |
| Dexter heeft het gemunt op een recent vrijgelaten crimineel, die op het punt staat opnieuw toe te slaan. Intussen wordt hij op het werk belast met het onderzoek naar de nieuwste moord van de Ice Truck Killer; een prostituee werd in stukjes gehakt en tentoongesteld op een ijshockeybaan. Dexter moet zich ook ontfermen over zijn vriendin Rita, die wordt achtervolgd door het criminele verleden van haar echtgenoot. Uitzending NL (VPRO): 9 november 2009 - Uitzending BE (VT4): 18 september 2008, herh. (Acht) 9 maart 2011, herh. 7 november 2012                                                                                  |                           |                  |                                     |                  |
| 04 | Let's Give the Boy a Hand | Robert Lieberman | Drew Z. Greenberg                   | 22 oktober 2006  |
| De mysterieuze Ice Truck Killer lijkt een boodschap te willen overbrengen, wanneer hij de lichaamsdelen van zijn laatste slachtoffer achterlaat op verschillende plekken die Dexter kent uit zijn kindertijd. Onvermijdelijk wordt hij opnieuw aan zijn pijnlijke verleden herinnerd. Uitzending NL (VPRO): 10 november 2009 - Uitzending BE (VT4): 25 september 2008, herh. (Acht) 10 maart 2011, herh. 8 november 2012 |                           |                  |                                     |                  |
| 05 | Love American Style       | Robert Lieberman | Melissa Rosenberg                   | 29 oktober 2006  |
| Wanneer een van de slachtoffers van de Ice Truck Killer levend wordt teruggevonden, hoopt het politiekorps op een doorbraak. Dexter is intussen druk bezig met het verzamelen van bewijs tegen zijn eigen nieuwste slachtoffer. Hij gaat ook op zoek naar een manier om meer liefde voor zijn vriendin Rita te kunnen tonen. Daarbij krijgt hij hulp uit onverwachte hoek. Uitzending NL (VPRO): 11 november 2009 - Uitzending BE (VT4): 2 oktober 2008, herh. (Acht) 14 maart 2011, herh. 9 november 2012 |                           |                  |                                     |                  |
| 06 | Return to Sender          | Tony Goldwyn     | Tim Schlattmann                     | 5 november 2006  |
| Dexter wordt samen met de rest van het team naar een autosloperij geroepen, waar de Ice Truck Killer zijn nieuwste slachtoffer heeft tentoongesteld. Dexter krijgt het benauwd wanneer hij merkt dat het niet om een nieuwe seriemoord gaat, maar wel om de vrouw die hijzelf recent vermoordde. Intussen komt de man van Rita vervroegd vrij uit de gevangenis. Uitzending NL (VPRO): 12 november 2009 - Uitzending BE (VT4): 9 oktober 2008, herh. (Acht) 15 maart 2011, herh. 12 november 2012 |                           |                  |                                     |                  |
| 07 | Circle of Friends         | Steve Shill      | Daniel Cerone                       | 12 november 2006 |
| Er komt een doorbraak in het onderzoek naar de Ice Truck Killer wanneer een verdachte wordt gearresteerd. Dexter is er echter van overtuigd dat de speurders zich vergissen, maar daar willen zijn collega's niets van horen. Paul brengt zijn echtgenote Rita een bezoekje om zijn kinderen te kunnen zien. Uitzending NL (VPRO): 13 november 2009 - Uitzending BE (VT4): 16 oktober 2008, herh. (Acht) 16 maart 2011, herh. 13 november 2012 |                           |                  |                                     |                  |
| 08 | Shrink Wrap               | Tony Goldwyn     | Lauren Gussis                       | 19 november 2006 |
| Dexter verdenkt een psychiater ervan rijke vrouwen aan te zetten tot zelfmoord. Om bewijzen te verzamelen, besluit hij bij de man in therapie te gaan. Commissaris Maria LaGuerta legt Neil Perry, de vermoedelijke Ice Truck Killer, opnieuw op de rooster en begint aan diens schuld te twijfelen. Debra is dolgelukkig met haar nieuwe vriend Rudy. Uitzending NL (VPRO): 14 november 2009 - Uitzending BE (VT4): 23 oktober 2008, herh. (Acht) 17 maart 2011, herh. 14 november 2012 |                           |                  |                                     |                  |
| 09 | Father Knows Best         | Adam Davidson    | Melissa Rosenberg                   | 26 november 2006 |
| Dexter krijgt bericht dat zijn biologische vader onlangs is overleden en hij erft al diens bezittingen, inclusief huis en inboedel. Samen met Rita gaat hij een weekendje weg om de formaliteiten te regelen. Ze krijgen daarbij het onverwachte gezelschap van Debra en Rudy. Dexter vindt bij Rudy een luisterend oor en de twee hebben een goed gesprek. Uitzending NL (VPRO): 15 november 2009 - Uitzending BE (VT4): 30 oktober 2008, herh. (Acht) 21 maart 2011, herh. 15 november 2012 |                           |                  |                                     |                  |
| 10 | Seeing Red                | Michael Cuesta   | Kevin R. Maynard                    | 3 december 2006  |
| Het team is in alle staten wanneer blijkt dat de Ice Truck Killer opnieuw heeft toegeslagen. Deze keer richtte hij letterlijk een bloedbad aan in een hotelkamer. Dexter wordt hierdoor wederom met zijn verleden geconfronteerd en krijgt voor de ogen van zijn collega's een appelflauwte. Hij herpakt zich echter en bedenkt intussen een plan om Paul uit de weg te ruimen. Uitzending NL (VPRO): 16 november 2009 - Uitzending BE (VT4): 6 november 2008, herh. (Acht) 22 maart 2011, herh. 16 november 2012 |                           |                  |                                     |                  |
| 11 | Truth Be Told             | Keith Gordon     | Drew Z. Greenberg & Tim Schlattmann | 10 december 2006 |
| Batista is neergestoken en wordt in kritieke toestand naar het ziekenhuis overgebracht. Intussen laat de Ice Truck Killer een nieuwe boodschap achter voor de politie. Tot grote frustratie van hoofdcommissaris Matthews wordt zijn divisie uitgejouwd in de pers. Hij stelt commissaris LaGuerta aansprakelijk en laat haar degraderen. Rudy vertrouwt Dexter toe dat hij Debra ten huwelijk wil vragen. Debra is door het dolle heen wanneer Dexter niet veel later zijn mond voorbijpraat. Uitzending NL (VPRO): 17 november 2009 - Uitzending BE (VT4): 13 november 2008, herh. (Acht) 23 maart 2011, herh. 19 november 2012               |                           |                  |                                     |                  |
| 12 | Born Free                 | Michael Cuesta   | Daniel Cerone & Melissa Rosenberg   | 17 december 2006 |
| Dexter voert een race tegen de tijd om Debra uit de handen van Rudy, de Ice Truck Killer, te redden. Doakes is razend wanneer hij ontdekt dat Dexter informatie heeft achtergehouden en verdenkt hem ervan betrokken te zijn bij de ontvoering. Niet veel volgt er een confrontatie tussen Dexter en Rudy, waarbij Rudy zijn ware identiteit onthult. Uiteindelijk komt Dexter tussen twee vuren te staan. Paul probeert Rita er ondertussen van te overtuigen dat Dexter niet te vertrouwen is. Uitzending NL (VPRO): 18 november 2009 - Uitzending BE (VT4): 20 november 2008, herh. (Acht) 24 maart 2011, herh. 20 november 2012             |                           |                  |                                     |                  |

## Seizoen 2
| # | Titel                         | Regie          | Script                            | Première VS       |
| --- | ----------------------------- | -------------- | --------------------------------- | ----------------- |
| 13 | It's Alive!                   | Tony Goldwyn   | Daniel Cerone                     | 30 september 2007 |
| Sinds hij meer dan een maand geleden zijn eigen broer heeft vermoord, heeft Dexter zich koest moeten houden. Hij wordt immers nauwlettend in het oog gehouden door Doakes. Debra is intussen weer aan het werk, maar LaGuerta vermoedt dat ze nog lang niet bekomen is van haar avontuur. Paul probeert Rita nog steeds te overtuigen van zijn onschuld en hij eist dat ze Dexter wantrouwt. Heel Miami is in rep en roer wanneer een groepje duikers het massagraf van Dexter ontdekt. Uitzending NL (VPRO): 8 januari 2010 (156.000 kijkers) - Uitzending BE (Acht): 29 maart 2011, herh. 21 november 2012 |                               |                |                                   |                   |
| 14 | Waiting to Exhale             | Marcos Siega   | Clyde Phillips                    | 7 oktober 2007    |
| Na de ontdekking van het massagraf in de haven, komt FBI-agent Frank Lundy zich moeien met het onderzoek naar de zogenaamde Bay Harbor Butcher. Rita en haar kinderen rouwen om de dood van Paul. Rita raakt er hoe langer hoe meer van overtuigd dat Paul de waarheid sprak over Dexter. Uitzending NL (VPRO): 15 januari 2010 (161.000 kijkers) - Uitzending BE (Acht): 29 maart 2011, herh. 22 november 2012 |                               |                |                                   |                   |
| 15 | An Inconvenient Lie           | Tony Goldwyn   | Melissa Rosenberg                 | 14 oktober 2007   |
| Dexter heeft Rita wijsgemaakt dat hij aan een drugsverslaving lijdt. Ze verplicht hem in therapie te gaan, maar wordt groen van jaloezie wanneer ze ontdekt dat hij wordt gesteund door een knappe vrouwelijke sponsor. Op het politiebureau wordt niet hoofdinspecteur Doakes, maar wel Debra aangeduid om te gaan samenwerken met FBI-inspecteur Lundy. LaGuerta komt weer op een goed blaadje te staan bij hoofdcommissaris Matthews, ten koste van haar opvolgster. Uitzending NL (VPRO): 22 januari 2010 (156.000 kijkers) - Uitzending BE (Acht): 5 april 2011, herh. 23 november 2012                 |                               |                |                                   |                   |
| 16 | See-Through                   | Nick Gomez     | Scott Buck                        | 21 oktober 2007   |
| Forensisch expert Masuka meent voor een doorbraak te kunnen zorgen in het onderzoek naar de Bay Harbor Butcher. Rita vertrouwt Lila niet en vraagt Dexter een andere sponsor te zoeken. Doakes raakt persoonlijk betrokken in een moordonderzoek, wanneer het slachtoffer een oud-collega van hem blijkt te zijn. Commissaris Esme Pascal kan haar privéproblemen niet meer de baas en krijgt een zenuwinzinking. Uitzending NL (VPRO): 29 januari 2010 (129.000 kijkers) - Uitzending BE (Acht): 5 april 2011, herh. 26 november 2012                                                                       |                               |                |                                   |                   |
| 17 | The Dark Defender             | Keith Gordon   | Tim Schlattmann                   | 28 oktober 2007   |
| Op aanraden van Lila gaat Dexter opnieuw in zijn verleden graven. Hij ontdekt dat een van de moordenaars van zijn moeder nog steeds in leven én op vrije voeten is. Intussen ziet hij ook vol angst toe hoe de politie vorderingen maakt in het onderzoek naar de Bay Harbor Butcher. Dexter wil er zeker van zijn dat zijn boot van alle bewijsmateriaal is ontdaan, maar beseft niet dat hij in de gaten wordt gehouden. Uitzending NL (VPRO): 5 februari 2010 (148.000 kijkers) - Uitzending BE (Acht): 12 april 2011, herh. 27 november 2012                                                             |                               |                |                                   |                   |
| 18 | Dex, Lies, and Videotape      | Nick Gomez     | Lauren Gussis                     | 4 november 2007   |
| Wanneer de politie tot de vaststelling komt dat de Bay Harbor Butcher een copycat heeft, neemt de FBI het onderzoek volledig in handen. Dexter wil het fijne weten van de nieuwe verwikkelingen, maar wordt afgeleid wanneer hij ontdekt dat zijn vermoorde moeder een geheime informante van zijn stiefvader was. Rita reageert razend wanneer ze ontdekt dat Dexter en Lila elkaar ook buiten de therapie ontmoeten. Ze maakt een einde aan haar relatie. Uitzending NL (VPRO): 12 februari 2010 (134.000 kijkers) - Uitzending BE (Acht): 12 april 2011, herh. 28 november 2012                           |                               |                |                                   |                   |
| 19 | That Night, a Forest Grew     | Jeremy Podeswa | Daniel Cerone                     | 11 november 2007  |
| Dexter zendt in naam van de Bay Harbor Butcher een verklaring naar een lokale krant, in de hoop de politie te kunnen misleiden. Zijn plan lijkt te werken, maar dat is buiten Doakes gerekend, die hem blijft schaduwen. Debra kan haar gevoelens voor Lundy niet langer verbergen. Uitzending NL (VPRO): 19 februari 2010 (176.000 kijkers) - Uitzending BE (Acht): 19 april 2011, herh. 29 november 2012 |                               |                |                                   |                   |
| 20 | Morning Comes                 | Keith Gordon   | Scott Buck                        | 18 november 2007  |
| Nu blijkt dat Dexter en Lila een relatie hebben, wil Rita niets meer met haar ex-vriend te maken hebben. Lundy is ervan overtuigd dat de Bay Harbor Butcher iemand is die voor de Miami Metro Police werkt. Wanneer bij verder onderzoek aan het licht komt dat Dexter recent een aantal onderzoeksfouten heeft gemaakt, laat Doakes niets aan het toeval over. Hij breekt in in het appartement van Dexter en gaat op zoek naar bewijsmateriaal. Uitzending NL (VPRO): 5 maart 2010 (138.000 kijkers) - Uitzending BE (Acht): 26 april 2011, herh. 30 november 2012                                         |                               |                |                                   |                   |
| 21 | Resistance Is Futile          | Marcos Siega   | Melissa Rosenberg                 | 25 november 2007  |
| Dexter biedt Rita zijn verontschuldigingen aan en zegt haar dat zijn nieuwe relatie een vergissing was. Lila geeft zich echter niet gewonnen en begint hem te chanteren. Intussen ontdekt Dexter dat Doakes aan de haal is met bewijsmateriaal uit zijn appartement. Dexter vreest zijn ondergang, tot blijkt dat Doakes met de noorderzon verdwenen is. Frank Lundy is er nu van overtuigd dat Doakes de Bay Harbor Butcher is en plaatst Dexter onder politiebescherming. Uitzending NL (VPRO): 12 maart 2010 (147.000 kijkers) - Uitzending BE (Acht): 3 mei 2011, herh. 3 december 2012                  |                               |                |                                   |                   |
| 22 | There's Something About Harry | Steve Shill    | Scott Reynolds                    | 2 december 2007   |
| Dexter is oog in oog komen te staan met Doakes en heeft hem ontvoerd. Doakes probeert Dexter op te jagen door een duister geheim over Harry te onthullen. In tegenstelling tot FBI-agent Frank Lundy, kan commissaris LaGuerta niet geloven dat Doakes een seriemoordenaar is. Ze start dan ook een eigen onderzoek. Rita wil haar relatie met Dexter een tweede kans geven. Intussen groeien Lila en Batista naar elkaar toe. Uitzending NL (VPRO): 19 maart 2010 - Uitzending BE (Acht): 10 mei 2011, herh. 4 december 2012                                                                                |                               |                |                                   |                   |
| 23 | Left Turn Ahead               | Marcos Siega   | Scott Buck & Tim Schlattmann      | 9 december 2007   |
| Terwijl hij Doakes nog steeds gevangen houdt, denkt Dexter eraan zichzelf aan te geven bij de politie. Maria LaGuerta zet haar zoektocht verder naar bewijs dat Doakes kan vrijpleiten als Bay Harbor Butcher. Lila heeft een plan om Dexter terug voor zich te winnen en beschuldigt Batista ervan haar verkracht te hebben. Uitzending NL (VPRO): 26 maart 2010 (146.000 kijkers) - Uitzending BE (Acht): 17 mei 2011, herh. 5 december 2012 |                               |                |                                   |                   |
| 24 | The British Invasion          | Steve Shill    | Daniel Cerone & Melissa Rosenberg | 16 december 2007  |
| Lila heeft het GPS-toestel van Dexter gestolen en komt zo terecht bij het vakantiehuis waar Doakes zit opgesloten. In de overtuiging dat ze hem zal bevrijden, onthult Doakes dat Dexter de ware Bay Harbor Butcher is. Lila is echter niet van plan om nog iets of iemand tussen haar en Dexter te laten komen, en besluit Doakes uit de weg te ruimen. Niet veel later maakt Rita de schokkende ontdekking dat haar kinderen ontvoerd zijn. Uitzending NL (VPRO): 2 april 2010 (161.000 kijkers) - Uitzending BE (Acht): 24 mei 2011, herh. 6 december 2012                                                |                               |                |                                   |                   |

## Seizoen 3
| # | Titel                      | Regie               | Script                           | Première VS       |
| --- | -------------------------- | ------------------- | -------------------------------- | ----------------- |
| 25 | Our Father                 | Keith Gordon        | Clyde Phillips                   | 28 september 2008 |
| Dexter betrapt een inbreker en vermoordt hem in paniek. Hij ontdekt dat het gaat om Oscar Prado, de broer van assistent-procureur Miguel Prado. Hij maakt zich meer zorgen om het feit dat hij Harry's Code niet heeft gerespecteerd, dan om de identiteit van beide mannen. Na de dood van Doakes maakt Batista promotie en neemt hij zijn plek in. Inspecteur Joey Quinn komt het team versterken als nieuwe partner van Debra. Uitzending NL (VPRO): 10 mei 2010 (192.000 kijkers) - Uitzending BE (Acht): 31 mei 2011, herh. 7 december 2012                                                                                |                            |                     |                                  |                   |
| 26 | Finding Freebo             | Marcos Siega        | Melissa Rosenberg                | 5 oktober 2008    |
| Dexter jaagt op zijn nieuwste slachtoffer Freebo, een moordende drugsdealer. Het wordt een race tegen de klok, want naast het politieteam haalt ook Miguel Prado de grove middelen uit de kast om de man te vatten. Debra gaat in zee met een informant om de zaak eigenhandig op te lossen. Rita blijkt zwanger te zijn van Dexter, maar hij mag er niet aan denken dat zijn toekomstige zoon ooit in zijn voetsporen zou treden. Uitzending NL (VPRO): 11 mei 2010 (161.000 kijkers) - Uitzending BE (Acht): 7 juni 2011, herh. 10 december 2012                                                                              |                            |                     |                                  |                   |
| 27 | The Lion Sleeps Tonight    | John Dahl           | Scott Buck                       | 12 oktober 2008   |
| Dexter heeft Freebo uit de weg geruimd, tot grote vreugde van Miguel Prado, die Freebo voor de ware moordenaar van zijn broer Oscar aanzag. Wanneer er echter nieuwe moorden gebeuren die volledig gelijklopen met het profiel van Freebo, begint Prado aan Dexter te twijfelen. Debra arresteert haar eigen informant. Dexter twijfelt er openlijk over of hij wel een goede vader zal kunnen zijn, maar bewijst zich wanneer Rita's dochter Astor door een vreemde man wordt benaderd. Uitzending NL (VPRO): 12 mei 2010 (148.000 kijkers) - Uitzending BE (Acht): 14 juni 2011, herh. 11 december 2012                       |                            |                     |                                  |                   |
| 28 | All in the Family          | Keith Gordon        | Adam Fierro                      | 19 oktober 2008   |
| Ramon, de broer van Miguel Prado, is razend omdat de politie nog altijd geen spoor heeft gevonden van de moordenaar van hun broer Oscar. Miguel stelt Dexter voor om hem de waarheid rond Freebo's dood te onthullen, maar Dexter is van mening dat ze Ramon niet in vertrouwen kunnen nemen. Debra kan het niet vinden met haar nieuwe partner Quinn. Rita's hormonen slaan op hol en een woede-uitbarsting zorgt ervoor dat ze haar job verliest. Uitzending NL (VPRO): 13 mei 2010 (101.000 kijkers) - Uitzending BE (Acht): 21 juni 2011, herh. 12 december 2012                                                            |                            |                     |                                  |                   |
| 29 | Turning Biminese           | Marcos Siega        | Tim Schlattmann                  | 26 oktober 2008   |
| Dexter ziet het niet zitten om definitief met Rita te gaan samenwonen. Intussen wordt hij door Miguel getipt over een moordenaar die op zijn proces werd vrijgesproken. Terwijl Dexter op jacht trekt, belandt Rita echter plots in het ziekenhuis. In het nog steeds lopende onderzoek naar Freebo blijft Debra nauw samenwerken met informant Anton. Ze voelt zich steeds meer tot hem aangetrokken. Uitzending NL (VPRO): 14 mei 2010 (95.000 kijkers) - Uitzending BE (Acht): 28 juni 2011, herh. 13 december 2012 |                            |                     |                                  |                   |
| 30 | Sí Se Puede                | Ernest R. Dickerson | Charles H. Eglee                 | 2 november 2008   |
| De vriendschap tussen Dexter en Miguel blijft groeien. Miguel vertrouwt hem toe dat ook hij eenzelfde drang tot moorden heeft, maar nooit de moed heeft gehad tot actie over te gaan. Dexter werkt een plan uit om hem op het goede pad te houden, maar dat lijkt verloren moeite. In korte tijd worden twee door Debra verhoorde getuigen in het onderzoek naar Freebo vermoord. Ze vraagt zich af of iemand haar onderzoek van dichtbij in de gaten houdt. Uitzending NL (VPRO): 17 mei 2010 (123.000 kijkers) - Uitzending BE (Acht): 5 juli 2011, herh. 14 december 2012                                                    |                            |                     |                                  |                   |
| 31 | Easy As Pie                | Steve Shill         | Lauren Gussis                    | 9 november 2008   |
| Dexter en Miguel beginnen samen te moorden, maar krijgen al snel meningsverschillen over de te maken slachtoffers. Intussen ontdekt Rita dat Sylvia, de vrouw van Miguel, haar echtgenoot ervan verdenkt een affaire te hebben. Debra vreest dat Anton het volgende slachtoffer van de seriemoordenaar zal worden. Camilla, een oud-collega van Dexter die aan terminale longkanker lijdt, vraagt hem haar te helpen om vervroegd uit het leven te stappen. Uitzending NL (VPRO): 18 mei 2010 (135.000 kijkers) - Uitzending BE (Acht): 12 juli 2011, herh. 17 december 2012                                                    |                            |                     |                                  |                   |
| 32 | The Damage A Man Can Do    | Marcos Siega        | Scott Buck                       | 16 november 2008  |
| Miguel vertelt Dexter dat hij hun volgende slachtoffer eigenhandig wil vermoorden. Dexter wil er echter zeker van zijn dat Miguel daarbij strikt Harry's Code volgt. Debra is ervan overtuigd dat Anton geen gevaar meer loopt en begint een relatie met hem. Niet veel later lijkt hij echter plots van de aardbodem te zijn verdwenen. Rita's hormonen slaan voor een zoveelste keer op hol, maar deze keer is het niet enkel Dexter die het hierdoor hard te verduren krijgt. Uitzending NL (VPRO): 19 mei 2010 (166.000 kijkers) - Uitzending BE (Acht): 19 juli 2011, herh. 18 december 2012                               |                            |                     |                                  |                   |
| 33 | About Last Night           | Tim Hunter          | Melissa Rosenberg                | 23 november 2008  |
| Nadat Miguel in het bijzijn van Dexter een moord pleegde, lijkt hij er nu alleen op te zijn uitgetrokken. Dexter is woedend, aangezien het de afspraak was steeds alles samen te doen. Dexter begint te vermoeden Miguel al die tijd minder oprecht is geweest dan hij deed uitschijnen. Debra is in alle staten nu blijkt dat Anton is ontvoerd, maar de politie lijkt hem al snel op het spoor. Sylvia, de vrouw van Miguel, hoort Dexter en Rita uit over de affaire van haar man. Uitzending NL (VPRO): 20 mei 2010 (114.000 kijkers) - Uitzending BE (Acht): 26 juli 2011, herh. 19 december 2012                          |                            |                     |                                  |                   |
| 34 | Go Your Own Way            | John Dahl           | Tim Schlattmann                  | 30 november 2008  |
| Dexter heeft ontdekt dat Miguel hem al die tijd manipuleerde en wil hem een lesje leren. Hij dringt binnen in diens huis om zijn moordtrofee, de ring van Ellen Wolf, te stelen. Dexter en Rita brengen Sylvia ook op de hoogte van de affaire die Miguel heeft met Maria LaGuerta. Miguel is razend en wreekt zich meteen met een tuchtprocedure tegen Debra, omwille van haar relatie met informant Anton. Daarnaast stuurt hij de seriemoordenaar die op zoek is naar Freebo, in de richting van Dexter. Uitzending NL (VPRO): 21 mei 2010 (136.000 kijkers) - Uitzending BE (Acht): 2 augustus 2011, herh. 20 december 2012 |                            |                     |                                  |                   |
| 35 | I Had a Dream              | Marcos Siega        | Charles H. Eglee & Lauren Gussis | 7 december 2008   |
| LaGuerta begint Miguel te verdenken van de moord op haar hartsvriendin Ellen Wolf en trekt op onderzoek uit. Wanneer ze wordt betrapt door Miguel, lijkt haar wantrouwen haar duur te staan te komen. Dexter heeft een plan om Miguel uit de weg te ruimen, maar wordt tegengehouden door een door zijn collega's georganiseerd vrijgezellenfeest. Debra besluit afstand te nemen van Anton. Uitzending NL (VPRO): 24 mei 2010 (147.000 kijkers) - Uitzending BE (Acht): 9 augustus 2011, herh. 21 december 2012 |                            |                     |                                  |                   |
| 36 | Do You Take Dexter Morgan? | Keith Gordon        | Scott Buck                       | 14 december 2008  |
| Dexter heeft Miguel uit de weg geruimd, maar beseft niet dat diens broer Ramon hem nu samen met een kompaan wil vermoorden. Aan de vooravond van zijn huwelijk met Rita, ontdekt Dexter dat zijn verloofde niet één maar wel twee keer was getrouwd. Batista vertelt Debra dat hij haar bij zijn oversten heeft aanbevolen voor promotie. Wanneer hij echter hoort dat ze een relatie heeft gehad met informant Anton, weigert hij zijn verdere steun te verlenen. Uitzending NL (VPRO): 25 mei 2010 (144.000 kijkers) - Uitzending BE (Acht): 16 augustus 2011, herh. 24 december 2012                                         |                            |                     |                                  |                   |

## Seizoen 4
| # | Titel                | Regie               | Script                                         | Première VS       |
| --- | -------------------- | ------------------- | ---------------------------------------------- | ----------------- |
| 37 | Living the Dream     | Marcos Siega        | Clyde Phillips                                 | 27 september 2009 |
| Dexter kampt met een ernstig tekort aan slaap, wat negatieve consequenties voor zowel zijn job als zijn nachtelijke hobby teweegbrengt. Lundy is terug in Miami om de zogenaamde Trinity Killer te vatten, een seriemoordenaar waarvan hij het bestaan vooralsnog niet kan bewijzen. Uitzending NL (VPRO): 8 november 2010 (164.000 kijkers) - Uitzending BE (Acht): 23 augustus 2011, herh. 25 december 2012                                   |                      |                     |                                                |                   |
| 38 | Remains to Be Seen   | Brian Kirk          | Charles H. Eglee                               | 4 oktober 2009    |
| Dexter houdt niets over aan zijn auto-ongeval, maar krijgt het wel benauwd wanneer hij zich herinnert dat hij op het ogenblik van de crash een lijk vervoerde. Dat lijk blijkt nu spoorloos verdwenen. Uitzending NL (VPRO): 9 november 2010 (133.000 kijkers) - Uitzending BE (Acht): 30 augustus 2011, herh. 26 december 2012 |                      |                     |                                                |                   |
| 39 | Blinded by the Light | Marcos Siega        | Scott Buck                                     | 11 oktober 2009   |
| Dexter wordt door zijn buren gevraagd om hen te helpen de wijkvandaal te betrappen. Intussen heeft de Trinity Killer een nieuw slachtoffer gemaakt, maar nog steeds vindt Lundy nergens steun, behalve bij Debra. Uitzending NL (VPRO): 10 november 2010 (110.000 kijkers) - Uitzending BE (Acht): 6 september 2011, herh. 27 december 2012 |                      |                     |                                                |                   |
| 40 | Dex Takes a Holiday  | John Dahl           | Melissa Rosenberg & Wendy West                 | 18 oktober 2009   |
| Rita en de kinderen reizen naar een trouwfeest, waardoor Dexter eindelijk weer de kans krijgt om zich weer uit te leven. Zijn volgende slachtoffer is een vrouwelijke politieagente. Debra komt tussen twee vuren te staan wanneer Anton lucht krijgt van haar gevoelens voor Lundy. Uitzending NL (VPRO): 11 november 2010 (154.000 kijkers) - Uitzending BE (Acht): 13 september 2011, herh. 28 december 2012                                 |                      |                     |                                                |                   |
| 41 | Dirty Harry          | Keith Gordon        | Tim Schlattmann                                | 25 oktober 2009   |
| De aanslag op Debra en Lundy zet Dexter ertoe aan de jacht op de Trinity Killer ten volle te openen. Hij volgt de man tot bij diens huis en is geschokt van wat hij daar te zien krijgt. Batista en LaGuerta maken hun relatie openbaar, maar al snel blijkt dat dit niet zonder professionele gevolgen kan blijven. Uitzending NL (VPRO): 12 november 2010 (116.000 kijkers) - Uitzending BE (Acht): 20 september 2011, herh. 31 december 2012 |                      |                     |                                                |                   |
| 42 | If I Had a Hammer    | Romeo Tirone        | Lauren Gussis                                  | 1 november 2009   |
| Dexter probeert toenadering te zoeken tot de Trinity Killer en raakt geïntrigeerd door het uitgekiende masker dat de man rond zich heeft opgetrokken. Intussen moet Dexter zich echter ook ontfermen over zijn eigen gezin, want Rita wil samen met hem in relatietherapie. Uitzending NL (VPRO): 13 november 2010 (188.000 kijkers) - Uitzending BE (Acht): 27 september 2011, herh. 2 januari 2013                                            |                      |                     |                                                |                   |
| 43 | Slack Tide           | Tim Hunter          | Scott Buck                                     | 8 november 2009   |
| Dexter geniet van een uitje met zijn gezin, wanneer hij plots wordt weggeroepen voor een moordonderzoek. Wanneer zijn collega's al snel met een hoofdverdachte op de proppen komen, ziet Dexter een gelegenheid om de man uit de weg te ruimen. Achteraf blijkt dat hij een verschrikkelijke fout heeft gemaakt. Uitzending NL (VPRO): 15 november 2010 (117.000 kijkers) - Uitzending BE (Acht): 4 oktober 2011, herh. 3 januari 2013          |                      |                     |                                                |                   |
| 44 | Road Kill            | Ernest R. Dickerson | Melissa Rosenberg & Scott Reynolds             | 15 november 2009  |
| Dexter verzint een smoes die hem een gezamenlijke autotrip met Trinity oplevert. Hij vertelt Trinity dat hij per ongeluk iemand heeft vermoord, waarna Trinity bekent dat hij jaren geleden eveneens per ongeluk zijn eigen zus heeft gedood. Uitzending NL (VPRO): 16 november 2010 (83.000 kijkers) - Uitzending BE (Acht): 11 oktober 2011, herh. 4 januari 2013                                                                             |                      |                     |                                                |                   |
| 45 | Hungry Man           | John Dahl           | Wendy West                                     | 22 november 2009  |
| Dexter ontdekt dat Trinity thuis niet de brave vader en echtgenoot is, maar in werkelijkheid zijn gezin terroriseert. Wanneer Dexter niet veel later getuige is van dat huiselijke geweld, besluit hij dat het tijd is om in te grijpen. Intussen wordt Rita benaderd door de buurman. Uitzending NL (VPRO): 17 november 2010 (131.000 kijkers) - Uitzending BE (Acht): 18 oktober 2011, herh. 7 januari 2013                                   |                      |                     |                                                |                   |
| 46 | Lost Boys            | Keith Gordon        | Tim Schlattmann & Charles H. Eglee             | 29 november 2009  |
| Trinity heeft een jong kind ontvoerd. Christine Hill wordt opgepakt voor ondervraging en staat op het punt om ontmaskerd te worden. Ze blijkt echter niet op de hulp van haar vader te kunnen rekenen. Uitzending NL (VPRO): 18 november 2010 (130.000 kijkers) - Uitzending BE (Acht): 25 oktober 2011, herh. 8 januari 2013 |                      |                     |                                                |                   |
| 47 | Hello, Dexter Morgan | S.J. Clarkson       | Scott Buck & Lauren Gussis                     | 6 december 2009   |
| Dexter merkt dat de politie Trinity op het spoor is. Hij zet dan ook alles op alles om zijn collega's voor te zijn en persoonlijk met hem af te rekenen. Trinity blijkt echter zelf niet te hebben stilgezeten, want hij heeft de ware identiteit van Dexter achterhaald. Uitzending NL (VPRO): 19 november 2010 (134.000 kijkers) - Uitzending BE (Acht): 1 november 2011, herh. 9 januari 2013                                                |                      |                     |                                                |                   |
| 48 | The Getaway          | Steve Shill         | Scott Reynolds, Melissa Rosenberg & Wendy West | 13 december 2009  |
| Debra doet enkele schokkende ontdekkingen over het verleden van haar vader. Nadat hij zijn gezin in veiligheid heeft gebracht, zet Dexter de jacht op Trinity verder. Hij heeft daarbij echter geen besef van de onaangename verrassing die hem aan het einde van de dag te wachten staat. Uitzending NL (VPRO): 20 november 2010 (164.000 kijkers) - Uitzending BE (Acht): 8 november 2011, herh. 10 januari 2013                              |                      |                     |                                                |                   |

## Seizoen 5
| # | Titel                     | Regie               | Script                                       | Première VS       |
| --- | ------------------------- | ------------------- | -------------------------------------------- | ----------------- |
| 49 | My Bad                    | Steve Shill         | Chip Johannessen                             | 26 september 2010 |
| Dexter voelt zich verantwoordelijk en zelfs schuldig voor de dood van Rita. Quinn moeit zich met het onderzoek en komt er openlijk voor uit dat hij Dexter verdenkt. Intussen biedt Quinn echter wel een troostende schouder aan Debra. Uitzending NL (VPRO): 14 mei 2011 (222.000 kijkers) - Uitzending BE (Acht): 10 januari 2013                                                                         |                           |                     |                                              |                   |
| 50 | Hello, Bandit             | John Dahl           | Scott Buck                                   | 3 oktober 2010    |
| Dexter wordt buiten verdenking gesteld en ziet de kans om zich op een nieuw slachtoffer te storten. Hij heeft intussen wel familiaire problemen, want Astor en Cody geven te kennen dat ze bij hun grootouders willen gaan wonen. Uitzending NL (VPRO): 14 mei 2011 (183.000 kijkers) - Uitzending BE (Acht): 17 januari 2013                                                                               |                           |                     |                                              |                   |
| 51 | Practically Perfect       | Ernest R. Dickerson | Manny Coto                                   | 10 oktober 2010   |
| Dexter huurt een nanny in voor zijn zoontje Harrison, zodat hij zich ten volle op zijn volgende slachtoffer kan concentreren. Quinn blijft Dexter verdenken in het verhaal rond de Trinity Killer. Batista beleeft een handgemeen met een collega. Uitzending NL (VPRO): 15 mei 2011 (139.000 kijkers) - Uitzending BE (Acht): 24 januari 2013                                                              |                           |                     |                                              |                   |
| 52 | Beauty and the Beast      | Milan Cheylov       | Jim Leonard                                  | 17 oktober 2010   |
| Dexter zit met de handen in het haar nu een onschuldige jonge vrouw hem heeft zien moorden. Quinn wil een bezoekje brengen aan het gezin van de Trinity Killer, in de hoop Dexter definitief aan hem te kunnen linken. Batista moet zich verontschuldigen bij zijn collega.Uitzending NL (VPRO): 16 mei 2011 (145.000 kijkers) - Uitzending BE (Acht): 31 januari 2013                                      |                           |                     |                                              |                   |
| 53 | First Blood               | Romeo Tirone        | Tim Schlattmann                              | 24 oktober 2010   |
| Dexter probeert Lumen ervan te overtuigen terug te keren naar haar geboortestaat, maar ze weigert. Ze wil immers haar aanranders opsporen en om het leven brengen. Dexter besluit dat het beter is dat hij de moorden voor haar pleegt, zodat zij buiten schot blijft. Uitzending NL (VPRO): 17 mei 2011 (213.000 kijkers) - Uitzending BE (Acht): 7 februari 2013                                          |                           |                     |                                              |                   |
| 54 | Everything Is Illumenated | Steve Shill         | Wendy West                                   | 31 oktober 2010   |
| Dexter achtervolgt zijn volgende slachtoffer, wanneer hij plots een paniekerig telefoontje van Lumen krijgt, die een van haar aanranders heeft neergeschoten. Debra leidt een politie-actie in een nachtclub. Quinn is geschorst en zet een privé-detective op de zaak rond Dexter.Uitzending NL (VPRO): 18 mei 2011 (135.000 kijkers) - Uitzending BE (Acht): 14 februari 2013                             |                           |                     |                                              |                   |
| 55 | Circle Us                 | John Dahl           | Scott Buck                                   | 7 november 2010   |
| Dexter helpt Lumen met het opsporen van haar aanranders en ontdekt een link met celebrity Jordan Chase. Debra krijgt de toestemming van LaGuerta om een informant in te zetten in een gevaarlijke undercoveractie. De actie loopt helemaal verkeerd wanneer een plots vuurgevecht meerdere slachtoffers maakt. Uitzending NL (VPRO): 19 mei 2011 (233.000 kijkers) - Uitzending BE (Acht): 21 februari 2013 |                           |                     |                                              |                   |
| 56 | Take It!                  | Romeo Tirone        | Manny Coto & Wendy West                      | 14 november 2010  |
| Dexter en Lumen huren een kamer in het hotel waar Jordan Chase een seminarie geeft. Ze willen zijn lijfwacht uitschakelen, maar dat blijkt gemakkelijker gezegd dan gedaan. Op het politiebureau wordt het duidelijk LaGuerta de schuld voor de dodelijke schietpartij naar Debra wil doorschuiven. Uitzending NL (VPRO): 20 mei 2011 (184.000 kijkers) - Uitzending BE (Acht): 28 februari 2013            |                           |                     |                                              |                   |
| 57 | Teenage Wasteland         | Ernest R. Dickerson | Lauren Gussis                                | 21 november 2010  |
| Dexter wil zich verdiepen in het leven van Jordan Chase, maar wordt opgehouden wanneer een dronken Astor plots bij hem voor de deur staat. Debra is intussen verbannen naar het archief en stuit daar op enkele schokkende feiten. Liddy weigert de vraag van Quinn om het onderzoek naar Dexter te staken. Uitzending NL (VPRO): 22 mei 2011 (167.000 kijkers) - Uitzending BE (Acht): 7 maart 2013        |                           |                     |                                              |                   |
| 58 | In the Beginning          | Keith Gordon        | Scott Reynolds                               | 28 november 2010  |
| Dexter ontdekt dat er nog een ander slachtoffer van de aanrandersbende de gruwel heeft overleefd. De vrouw onthult de naam van het laatste onbekende lid. Dexter en Lumen hebben er echter geen idee van dat iemand hen nauwlettend in de gaten houdt. Debra en Quinn worden herbenoemd. Uitzending NL (VPRO): 23 mei 2011 (263.000 kijkers)                                                                |                           |                     |                                              |                   |
| 59 | Hop a Freighter           | John Dahl           | Karen Campbell, Scott Buck & Tim Schlattmann | 5 december 2010   |
| Dexter ontdekt dat hij al geruime tijd gefilmd en afgeluisterd wordt met apparatuur die op naam van Quinn staat. Debra komt met de theorie dat een overlevend slachtoffer samenwerkt met een man om de aanranders een voor een uit te schakelen. Jordan Chase vertrekt naar Europa, maar laat eerst een valstrik achter. Uitzending NL (VPRO): 24 mei 2011 (231.000 kijkers)                                |                           |                     |                                              |                   |
| 60 | The Big One               | Steve Shill         | Chip Johannessen & Manny Coto                | 12 december 2010  |
| Dexter moet alles op alles zetten nu Lumen is ontvoerd door Jordan Chase, maar net nu komen Astor en Cody samen met hun grootouders bij hem langs, om de verjaardag van de kleine Harrison te vieren. Quinn wordt verdacht van de moord op Liddy. Uitzending NL (VPRO): 25 mei 2011 (253.000 kijkers) |                           |                     |                                              |                   |

## Seizoen 6
| # | Titel                          | Regie               | Script                                        | Première VS      |
| --- | ------------------------------ | ------------------- | --------------------------------------------- | ---------------- |
| 61 | Those Kinds of Things          | John Dahl           | Scott Buck                                    | 2 oktober 2011   |
| Dexter kijkt uit naar zijn schoolreünie, hoewel hij vroeger altijd een outsider was. Nu LaGuerta is gepromoveerd, moet een nieuwe commissaris worden aangesteld. Batista is ervan overtuigd dat de job hem toekomt. Het team van Miami Metro onderzoekt twee rituele moorden. Uitzending NL (VPRO): 13 mei 2012 (158.000 kijkers), herh. 11 maart 2013                                                            |                                |                     |                                               |                  |
| 62 | Once Upon a Time...            | S.J. Clarkson       | Tim Schlattmann                               | 9 oktober 2011   |
| Dexter zet zijn zinnen op Brother Sam, een vrijgekomen crimineel die zegt zijn leven te hebben gebeterd. Professor Gellar en Travis Marshall, de rituele moordenaars, zetten hun werk verder. Het team van Miami Metro wordt met verstomming geslagen wanneer Debra plots tot commissaris wordt benoemd. Uitzending NL (VPRO): 14 mei 2012 (96.000 kijkers), herh. 18 maart 2013                                  |                                |                     |                                               |                  |
| 63 | Smokey and the Bandit          | Stefan Schwartz     | Manny Coto                                    | 16 oktober 2011  |
| Zowel Debra als LaGuerta kunnen zich nog niet helemaal vinden in hun nieuwe job. Masuka probeert zijn knappe stagiaire Ryan te imponeren door haar bewijsmateriaal uit de Ice Truck Killer-zaak te tonen. Travis en Gellar ontvoeren een jogger en vertellen hem dat hij moet boeten voor zijn zonden. Uitzending NL (VPRO): 15 mei 2012 (146.000 kijkers), herh. 25 maart 2013                                   |                                |                     |                                               |                  |
| 64 | A Horse of a Different Color   | John Dahl           | Lauren Gussis                                 | 23 oktober 2011  |
| Dexter is in de ban van het nieuwste tafereel van de zogenaamde Doomsday Killer: De vier ruiters van de Apocalyps opgemaakt uit paspoppen en echte menselijke lichaamsdelen. Ryan blijkt een bewijsstuk te hebben verkocht. De kleine Harisson wordt door kindermeisje Jaimie in allerijl naar het ziekenhuis gevoerd. Uitzending NL (VPRO): 16 mei 2012 (134.000 kijkers), herh. 1 april 2013                    |                                |                     |                                               |                  |
| 65 | The Angel of Death             | S.J. Clarkson       | Scott Reynolds                                | 30 oktober 2011  |
| Dexter is Travis Marshall op het spoor en ontdekt dat hij een voormalige student van professor Gellar is. Terwijl het team van Miami Metro naar de universiteit trekt waar hij vroeger les gaf, eist Gellar van Travis dat hij zijn nieuw vriendinnetje uit de weg ruimt. Brother Sam wordt plots neergeschoten. Uitzending NL (VPRO): 17 mei 2012 (141.000 kijkers), herh. 8 april 2013                          |                                |                     |                                               |                  |
| 66 | Just Let Go                    | John Dahl           | Jace Richdale                                 | 6 november 2011  |
| Dexter arriveert net op tijd bij het sterfbed van Brother Sam en is vastberaden diens moordenaar te wreken. Debra is razend wanneer blijkt dat Quinn in bed in gedoken met een belangrijke getuige in de Doomsday Killer-zaak. Travis lijkt er intussen moeite mee te hebben de orders van Gellar te blijven opvolgen. Uitzending NL (VPRO): 18 mei 2012 (92.000 kijkers), herh. 15 april 2013                    |                                |                     |                                               |                  |
| 67 | Nebraska                       | Romeo Tirone        | Wendy West                                    | 13 november 2011 |
| Dexter vermoedt dat Jonah, de zoon van de Trinity Killer, het werk van zijn vader voortzet en volgt hem naar de staat Nebraska. Op zijn reis wordt hij vergezeld door een duistere oude bekende. Door de afwezigheid van Dexter zit de Doomsday Killer-zaak in het slop. Travis kiest voor zijn zus laat Gellar in de steek. Uitzending NL (VPRO): 20 mei 2012 (115.000 kijkers), herh. 22 april 2013             |                                |                     |                                               |                  |
| 68 | Sins of Omission               | Ernest R. Dickerson | Arika Lisanne Mittman                         | 20 november 2011 |
| Dexter gaat terug aan de slag, maar is niet van plan zijn verzamelde informatie rond Travis en Gellar met het team te delen. De Doomsday Killer heeft een nieuw tafereel klaar: de Hoer van Babylon. Het valt Debra op dat LaGuerta de moord op een chique escortdame wil proberen te verdoezelen. Uitzending NL (VPRO): 21 mei 2012 (123.000 kijkers), herh. 29 april 2013                                       |                                |                     |                                               |                  |
| 69 | Get Gellar                     | Seith Mann          | Karen Campbell                                | 27 november 2011 |
| Dexter kan Travis overtuigen om samen te werken, in de hoop de gruwelijke daden van Gellar een halt toe te roepen. Al snel doet Dexter een ontdekking die de hele zaak in een nieuw perspectief plaatst. Debra heropent de zaak rond de dode escortdame en haalt zich zo de woede van LaGuerta op haar nek. Uitzending NL (VPRO): 22 mei 2012 (126.000 kijkers), herh. 6 mei 2013                                 |                                |                     |                                               |                  |
| 70 | Ricochet Rabbit                | Michael Lehmann     | Jace Richdale, Lauren Gussis & Scott Reynolds | 4 december 2011  |
| Dexter wil zijn grove fout rechtzetten en zet alles op alles om Travis op het spoor te komen. Debra ontdekt eindelijk wie LaGuerta probeert te beschermen. Quinn komt niet opdagen op het werk, waardoor Batista besluit om alleen op onderzoek te trekken. Deze beslissing komt hem duur te staan. Uitzending NL (VPRO): 23 mei 2012 (130.000 kijkers), herh. 13 mei 2013                                        |                                |                     |                                               |                  |
| 71 | Talk to the Hand               | Ernest R. Dickerson | Manny Coto & Tim Schlattmann                  | 11 december 2011 |
| Dexter ontdekt dat Travis van plan is een gasaanval te plegen. Nog voor hij hem kan tegenhouden, zendt Travis een volgelinge met het dodelijke gas naar het kantoor van Debra. Batista is nog steeds vermist. Quinn voelt zich schuldig en zet alles op alles om zijn partner terug te vinden. Uitzending NL (VPRO): 24 mei 2012 (131.000 kijkers), herh. 20 mei 2013                                             |                                |                     |                                               |                  |
| 72 | This is the Way the World Ends | John Dahl           | Scott Buck & Wendy West                       | 18 december 2011 |
| Travis is ervan overtuigd dat hij Dexter uit de weg heeft geruimd. Niet veel later ontvoert hij kleine Harisson voor zijn laatste tafereel. Dexter is in alle staten en probeert zijn zoontje te redden. Uiteindelijk komt het tot een finale confrontatie. Net op het moment waarop Travis door Dexter wordt vermoord, komt Debra binnen. Uitzending NL (VPRO): 25 mei 2012 (139.000 kijkers), herh. 27 mei 2013 |                                |                     |                                               |                  |

## Seizoen 7
| # | Titel                     | Regie               | Script                                        | Première VS       |
| --- | ------------------------- | ------------------- | --------------------------------------------- | ----------------- |
| 73 | Are You...?               | John Dahl           | Scott Buck                                    | 30 september 2012 |
| Nadat ze er getuige van was hoe Dexter komaf maakte met Travis Marshall, helpt een gechoqueerde Debra hem om de moord in te dekken door de kerk in brand te steken. Inspecteur Mike Anderson wordt doodgeschoten door Viktor Baskov, een lid van de Oekraïense maffia, nadat hij in diens wagen op het levenloze lichaam van een prostituee stootte. Dexter komt achter de identiteit van Mikes moordenaar en gaat meteen achter hem aan. Quinn en Batista lijken hun ruzie weer te willen bijleggen. Louis breekt in de computer van Dexter en schakelt al diens kredietkaarten uit. LaGuerta onderzoekt een bewijsstuk dat Dexter per ongeluk achterliet in de kerk. Debra gaat op onderzoek in het appartement van Dexter en ontdekt zijn messen en trofeeën, waardoor hij niet anders kan dan bekennen dat hij een seriemoordenaar is. Uitzending NL (VPRO): 27 mei 2013, herh. 5 januari 2014 (nacht) |                           |                     |                                               |                   |
| 74 | Sunshine and Frosty Swirl | Steve Shill         | Manny Coto                                    | 7 oktober 2012    |
| Debra wil Dexter te allen tijde in de gaten houden en verplicht hem om bij haar in te trekken. Dexter ontdekt intussen dat Louis achter het blokkeren van zijn kredietkaarten zit en confronteert hem. Tijdens het onderzoek naar de moord op Mike Anderson raakt Quinn geïntrigeerd door stripteasedanseres Nadia. LaGuerta is in alle geheim een onderzoek begonnen naar het bewijs dat ze in de kerk vond, en raakt meer en meer overtuigd van een mogelijke link met de Bay Harbor Butcher. De Oekraïense maffiabaas Isaak Sirko komt persoonlijk over naar Miami om de verdwenen Viktor Baskov te zoeken. Wayne Randall, een seriemoordenaar die vijftien jaar geleden werd gevat, besluit plots te onthullen waar hij zijn slachtoffers heeft begraven. Uitzending NL (VPRO): 28 mei 2013, herh. 5 januari 2014 (nacht)                                                                              |                           |                     |                                               |                   |
| 75 | Buck the System           | Stefan Schwartz     | Jace Richdale                                 | 14 oktober 2012   |
| Miami Metro opent een onderzoek naar Hannah McKay (Yvonne Strahovski), de toentertijd minderjarige handlanger van Wayne Randall. Dexter brengt Debra ervan op de hoogte dat Ray Speltzer, een verdachte van twee moorden, wellicht een derde slachtoffer zal maken. Louis is bezig de boot van Dexter te besmeuren wanneer hij plots oog in oog komt te staan met Isaak Sirko, die weet dat het vaartuig de laatste plek is waar Viktor zich bevond. Louis zet Isaak op het spoor van Dexter, in de hoop zelf ongeschonden uit de confrontatie te komen. Debra schaduwt Speltzer en wordt verplicht zichzelf in een gevaarlijke strijd te gooien wanneer die een nieuw slachtoffer mee naar huis brengt. Uiteindelijk wordt Debra door Dexter gered, maar Speltzer kan ontsnappen. Uitzending NL (VPRO): 29 mei 2013, herh. 5 januari 2014 (nacht)                                                         |                           |                     |                                               |                   |
| 76 | Run                       | John Dahl           | Wendy West                                    | 21 oktober 2012   |
| Speltzer wordt gearresteerd en bekent de moorden, maar door een procedurefout komt hij vrijwel meteen weer op vrije voeten. Dexter besluit het recht in eigen handen te nemen, maar wordt daarbij door Speltzer gevangengenomen. Hij kan echter weer ontsnappen. Isaak overtuigt op zijn manier de barman van zijn stripclub om de verantwoordelijkheid voor de moord op Mike Anderson op zich te nemen. Dexter krijgt Speltzer eindelijk te pakken en vermoordt hem. Uitzending NL (VPRO): 30 mei 2013, herh. 5 januari 2014 (nacht) |                           |                     |                                               |                   |
| 77 | Swim Deep                 | Ernest R. Dickerson | Scott Reynolds                                | 28 oktober 2012   |
| Isaak Sirko wil zich meer dan ooit wreken op Dexter voor de dood van Viktor Baskov. LaGuerta vertrouwt Debra toe dat ze denkt dat de Bay Harbor Butcher nog steeds in leven is, en ze vraagt om haar hulp in het verdere onderzoek. Hannah McKay brengt de politie tot bij de lichamen van een volgens haar door Wayna Randall vermoord koppel, maar Dexter ontdekt al snel dat een van hen door Hannah zelf werd vermoord. Isaak wordt gearresteerd nadat Dexter hem in een hinderlaag lokte. Uitzending NL (VPRO): 31 mei 2013, herh. 5 januari 2014 (nacht) |                           |                     |                                               |                   |
| 78 | Do the Wrong Thing        | Alik Sakharov       | Lauren Gussis                                 | 4 november 2012   |
| Dexter zet zijn onderzoek naar Hannah McKay verder. Sal Price, een misdaadauteur, probeert via Miami Metro aan de dossiers van de Wayne Randalls laatste moorden te geraken, als finale aanvulling op zijn boek over Hannah. De maffiabende chanteert Quinn en krijgt hem zover om de bewijslast tegen Isaak te doen verdwijnen. LaGuerta blijft zich op haar nieuwe onderzoek naar de Bay Harbor Butcher storten. Debra ontdekt dat Dexter niet de volledige waarheid heeft verteld in het DNA-rapport over de Wayne Randall-moorden. Dexter neemt Hannah mee uit met de intentie haar te vermoorden, maar uiteindelijk draait dat helemaal anders uit dan gepland. Uitzending NL (VPRO): 1 juni 2013, herh. 5 januari 2014 (nacht) |                           |                     |                                               |                   |
| 79 | Chemistry                 | Holly Dale          | Tim Schlattmann                               | 11 november 2012  |
| Isaak wordt vrijgelaten, maar Debra zorgt ervoor dat hij overal gevolgd wordt. Sal Price ontdekt dat Dexter en Hannah wel erg close met elkaar zijn en probeert via hem aan informatie te raken. Dexter wil hem chanteren, tot Price plots dood neervalt na een interview met Hannah. Debra pakt Hannah op en ondervraagt haar over de dood van Price, maar zij ontkent elke betrokkenheid. Debra is gefrustreerd omdat ze geen geldig bewijsmateriaal tegen Hannah vindt en ze vraagt Dexter om haar uit de weg te ruimen. Uitzending NL (VPRO): 2 juni 2013, herh. 12 januari 2014 (nacht) |                           |                     |                                               |                   |
| 80 | Argentina                 | Romeo Tirone        | Arika Lisanne Mittman                         | 18 november 2012  |
| Dexter gaat niet in op Debra's vraag om Hannah te vermoorden. Isaak slaagt erin zijn politiebewaking te omzeilen en probeert Dexter uit te schakelen, echter zonder succes. Astor en Cody komen Dexter een bezoekje brengen. Batista tikt een restaurant op de kop. De maffiabende is van mening dat Isaak de controle kwijt is en er ontstaat een consensus om hem te liquideren. LaGuerta ontdekt een mogelijke link tussen Dexter en de Bay Harbor Butcher. Debra komt erachter dat Dexter en Hannah een relatie hebben. Isaak heeft een gesprek met Dexter en onthult dat hij en Victor een koppel waren. Uitzending NL (VPRO): 3 juni 2013, herh. 12 januari 2014 (nacht) |                           |                     |                                               |                   |
| 81 | Helter Skelter            | Seith Mann          | Karen Campbell                                | 25 november 2012  |
| De maffiabende geeft twee huurmoordenaars de opdracht om Isaak op te sporen en uit de weg te ruimen. Ten einde raad besluit Isaak om Hannah te ontvoeren, zodat Dexter wel verplicht is hem te helpen. Miami Metro buigt zich onder de noemer Phantom Arsonist over een seriemoordenaar die brandstichting als moordwapen gebruikt. LaGuerta sluit een deal met de voormalige korpschef Matthews, waardoor hij haar wil helpen met de zoektocht naar de echte Bay Harbor Butcher. Dexter en Isaak slagen er samen in om beide huurmoordenaars uit te schakelen, maar uiteindelijk wordt Isaak alsnog vermoordt door George. Debra treft een ernstig gewonde Hannah aan en redt haar leven. Uitzending NL (VPRO): 4 juni 2013, herh. 12 januari 2014 (nacht) |                           |                     |                                               |                   |
| 82 | The Dark... Whatever      | Michael Lehmann     | Lauren Gussis, Jace Richdale & Scott Reynolds | 2 december 2012   |
| De Phantom Arsonist blijft nieuwe slachtoffers maken. Hannahs vader duikt plots op en eist geld om zijn gokschulden te kunnen afbetalen. Dexter komt achter de identiteit van de Phantom Arsonist, maar besluit om hem over te leveren aan de politie in plaats van hem te vermoorden. Nadat George ermee dreigt om Nadia over te brengen naar een seksclub in het Midden-Oosten, schiet Quinn hem dood, waarna hij zichzelf verwondt om het op zelfverdediging te doen lijken. LaGuerta en Matthews ontdekken een nieuw verband tussen Dexter en de Bay Harbor-moorden. Dexter vermoordt Hannahs vader. Uitzending NL (VPRO): 5 juni 2013, herh. 12 januari 2014 (nacht) |                           |                     |                                               |                   |
| 83 | Do You See What I See?    | Steve Shill         | Tim Schlattmann & Manny Coto                  | 9 december 2012   |
| Dexter zorgt voor bewijsmateriaal dat LaGuerta en Matthews weer van hem wegstuurt. Hector Estrada, de laatste overlevende moordenaar van Dexters moeder, wordt onverwachts op borgtocht vrijgelaten. Debra heeft een ontmoeting met Arlene Schram, een getuige van een van Hannahs eerste moorden, en vraagt haar tegen Hannah te getuigen. Nadat Hannah hier door Arlene van op de hoogte wordt gebracht, krijgt Debra een auto-ongeval. Dexter verdenkt Hannah er al snel van Debra vergiftigd te hebben. Dexter probeert Estrada te vermoorden, maar moet zijn actie staken wanneer hij ontdekt dat LaGuerta hem er probeert in te luizen. Dexter bezorgt Debra bewijsmateriaal dat Hannah linkt aan de moord op Sal Price. Hannah wordt al snel gearresteerd. Uitzending NL (VPRO): 6 juni 2013, herh. 12 januari 2014 (nacht)                                                                         |                           |                     |                                               |                   |
| 84 | Surprise, Motherfucker!   | John Dahl           | Scott Buck & Wendy West                       | 16 december 2012  |
| Dexter bezoekt Hannah in de gevangenis, waarna ze toegeeft dat ze Debra vergiftigde. Hannah slaagt er enkele uren later in om uit haar gevangenistransport te ontsnappen. LaGuerta wil Dexter arresteren en confronteert Debra met een bewakingsvideo die er volgens haar op wijst dat zij betrokken was bij de dood van Travis Marshall. Dexter besluit dat er geen enkele andere uitweg is dan LaGuerta te uit te schakelen. Hij vermoordt eerst Estrada en lokt vervolgens LaGuerta in de val. Dexter verdooft LaGuerta en wil haar doodschieten met het wapen van Estrada, zodat het op een fout gelopen arrestatiepoging lijkt. Net dan komt Debra binnen. LaGuerta begint weer bij te komen en eist van Debra dat ze Dexter neerschiet. Debra richt haar wapen eerst op Dexter, maar schiet uiteindelijk LaGuerta dood. Uitzending NL (VPRO): 7 juni 2013, herh. 12 januari 2014 (nacht)             |                           |                     |                                               |                   |

## Seizoen 8
| # | Titel                        | Regie               | Script                         | Première VS       |
| --- | ---------------------------- | ------------------- | ------------------------------ | ----------------- |
| 85 | A Beautiful Day              | Keith Gordon        | Scott Buck                     | 30 juni 2013      |
| Zes maanden na de moord op LaGuerta zit Debra in zak en as. Ze wil niets meer met Dexter te maken hebben en gaf haar job bij Miami Metro op om voor een detectivebureau te gaan werken. Batista is teruggekeerd uit pensioen om haar op te volgen als commissaris. Miami Metro opent het onderzoek naar een nieuwe seriemoordenaar, de "Brain Surgeon", en krijgt daarbij de onverwachte hulp van Evelyn Vogel (Charlotte Rampling), psychiater en expert op het vlak van psychopaten. Zij lijkt er meteen een speciale interesse in Dexter op na te houden. Debra is verwikkeld in een gevaarlijke undercoveropdracht rond crimineel Andrew Briggs (Rhys Coiro). Wanneer Dexter erachter komt dat een huurmoordenaar het op Briggs heeft gemunt, probeert hij Debra bij hem weg te halen. Uiteindelijk komt het tot een confrontatie waarbij Dexter zelf Briggs vermoordt. Quinn en Jamie zijn een relatie begonnen, maar Quinn wil dit nog geheim houden voor Batista. Vogel confronteert Dexter met enkele van zijn moordzuchtige tekeningen uit zijn kinderjaren, en zegt dat ze weet heeft van Harry's Code. Uitzending NL (VPRO): 13 januari 2014 |                              |                     |                                |                   |
| 86 | Every Silver Lining          | Michael C. Hall     | Manny Coto                     | 7 juli 2013       |
| Vogel vertelt Dexter dat ze Harry geholpen heeft met het creëren van de Code en steekt het daarbij niet onder stoelen of banken dat ze seriemoordenaars zoals hij bewondert. Ze vraagt Dexter om de Brain Surgeon op te sporen, daar ze ervan overtuigd is dat het gaat om een voormalige patiënt die zich op haar wil wreken. Debra beleeft een gewelddadige confrontatie met de huurmoordenaar en vermoordt hem uiteindelijk. Dexter treft haar bloed aan op de plaats van de misdaad, maar besluit het bewijs achter te houden voor de politie. Quinn en Jamie hebben ruzie over hun toekomst en over de betrokkenheid van Batista in hun relatie. Dexter spoort Vogels patiënt Lyle Sussman op, maar ontdekt dat hij is vermoord. Vogel en Dexter krijgen een DVD van de Brain Surgeon in handen, waarbij hij een pistool op Sussman richt. Dexter is vastberaden om de moordenaar te vatten. Uitzending NL (VPRO): 14 januari 2014 |                              |                     |                                |                   |
| 87 | What's Eating Dexter Morgan? | Ernest R. Dickerson | Lauren Gussis                  | 14 juli 2013      |
| Dexter heeft de dood van Sussman op zelfmoord doen lijken, waardoor Miami Metro de zaak rond de Brain Surgeon sluit. De echte Brain Surgeon loopt echter nog vrij rond en bezorgt Vogel de ene lugubere trofee na de andere. Dexter buigt zich over een andere voormalige patiënt van haar, genaamd Ron Galuzzo. Een gedrogeerde Debra verliest de pedalen en maakt haar opwachting op het politiebureau om de moord op LaGuerta te bekennen. Dexter verschijnt net op tijd om haar tegen te houden en brengt haar ter behandeling onder bij Vogel. Quinns bezorgdheid om Debra begint voor spanningen te zorgen tussen hem en Jamie. Batista toont intussen nog maar weinig vertrouwen in Quinns kansen om te slagen voor het examen van hoofdinspecteur. Vogel is van mening dat de liefde van Dexter voor Debra ongewoon is en vraagt zich af waarom hij Debra niet vermoordde toen ze zijn geheim ontdekte. Zou hij dan toch niet de "perfecte" psychopaat zijn? Dexter komt er intussen achter dat Galuzzo een kannibaal is en vermoordt hem vol afschuw. Uitzending NL (VPRO): 15 januari 2014 |                              |                     |                                |                   |
| 88 | Scar Tissue                  | Stefan Schwartz     | Tim Schlattmann                | 21 juli 2013      |
| Dexter is op zoek naar de volgende verdachte uit Vogels patiëntenlijst: A.J. Yates. Hij vindt al snel bewijs dat Yates aanduidt als de Brain Surgeon en probeert hem te vermoorden, maar Yates slaagt erin te ontsnappen. Miami Metro onderzoekt de moord op een zekere Norma Rivera. Quinn is geslaagd voor het examen van hoofdinspecteur en Batista wil dat hij de Rivera-zaak oplost om kans te maken op de promotie. Masuka beleeft een gênante ontmoeting met een jongedame die naar hem op zoek is. Vogel start met de behandeling van Debra door haar mee te nemen naar de container waar ze LaGuerta vermoordde. Dexter maakt kennis met zijn nieuwe buurvrouw Cassie, die zich meteen tot hem aangetrokken voelt. Nadat ze erachter is gekomen dat Harry zelfmoord pleegde door Dexter, probeert Debra zichzelf samen met Dexter te vermoorden. Ze bedenkt zich echter in volle actie en redt hem uiteindelijk. Uitzending NL (VPRO): 16 januari 2014 |                              |                     |                                |                   |
| 89 | This Little Piggy            | Romeo Tirone        | Scott Reynolds                 | 28 juli 2013      |
| Vogel probeert Dexter en Debra weer op eenzelfde lijn te krijgen, maar een woedende Dexter wil daar niets van weten. Miami Metro heeft een verdachte in de zaak Norma Rivera: haar baas Ed Hamilton, met wie ze een affaire had. Matthews vraagt Quinn om de man met rust te laten, aangezien hij een persoonlijke vriend is. Dexter begint al snel te vermoeden dat Eds zoon Zach de echte moordenaar is. Masuka vraagt Debra om het privéleven van zijn vermeende dochter Nikki uit te pluizen. Yates ontvoert Vogel, en Dexter en Debra slaan de handen in elkaar om haar te redden. Yates houdt Vogel gegijzeld, maar ze slaagt erin om op een onbewaakt moment een telefoontje te plegen dat Debra kan traceren. Dexter vermoordt Yates en vaart samen met Debra en Vogel uit om het lichaam te dumpen. Uitzending NL (VPRO): 17 januari 2014 |                              |                     |                                |                   |
| 90 | A Little Reflection          | John Dahl           | Jace Richdale                  | 4 augustus 2013   |
| Dexter buigt zich over Zach en komt erachter dat de jongeman wel degelijk de moordenaar van Norma is. Vogel wil proberen om Harry's Code aan Zach aan te leren, maar dat is buiten Dexter gerekend. Debra helpt haar baas Elway om diens overspelige schoonbroer op heterdaad te betrappen. Nu hij de positie van hoofdinspecteur is misgelopen, begint Quinn op eigen houtje een onderzoek naar Zach. Dexter krijgt Zach intussen te pakken en wil hem meteen vermoorden, tot hij zijn motief onthult: zijn vader had een verhouding met Norma, waardoor zijn moeder zichzelf dood dronk. Dexter besluit dat het misschien toch geen slecht idee is om Zach de Code aan te leren. Even later zijn Dexter en Debra thuis samen aan het eten, wanneer ze zich plots zeer duizelig voelen. Net voordat hij bewusteloos raakt, ziet Dexter hoe Hannah McKay hem benadert. Uitzending NL (VPRO): 20 januari 2014 |                              |                     |                                |                   |
| 91 | Dress Code                   | Alik Sakharov       | Arika Lisanne Mittman          | 11 augustus 2013  |
| Dexter en Debra zijn ongeschonden wakker geworden en realiseren zich dat Hannah hen een boodschap wilde doorgeven. Dexter komt achter Hannah's schuilnaam en adres en ontdekt dat ze intussen getrouwd is met multimiljonair Miles Castner. Masuka komt erachter dat Nikki als topless serveuse werkt en probeert haar een job in zijn lab te bezorgen. Zach komt met de steun van zijn advocaat langs op het politiebureau en eist dat Quinn stopt hem te schaduwen. Quinn en Jamie besluiten te gaan samenwonen. Hannah bekent aan Dexter dat ze terugkeerde om hem te vragen Miles te vermoorden. Debra gebruikt de apparatuur van Elway om Dexter op te sporen. Miles reageert woedend op het feit dat Hannah met Dexter heeft afgesproken en het komt tot een handgemeen waarbij Hannah hem uiteindelijk zelf vermoordt. Dexter en Hannah willen samen het lichaam dumpen, maar worden betrapt door Debra. Dexter wordt opgeroepen voor een misdaad in zijn eigen appartementsblok: Cassie is vermoord op dezelfde manier als Norma. Dexter verdenkt Zach. Uitzending NL (VPRO): 21 januari 2014 |                              |                     |                                |                   |
| 92 | Are We There Yet?            | Holly Dale          | Wendy West                     | 18 augustus 2013  |
| Dexter vindt bewijs dat Zach als moordenaar van Cassie aanduidt. Hij reist af naar het hotel waar Zach verblijft en wordt daarbij vergezeld door Hannah. Tijdens de rit zegt Dexter tegen Hannah dat hij haar aan een nieuwe identiteit wil helpen, zodat ze het land kan ontvluchten. Bij de confrontatie met Zach komt Dexter er al snel achter dat die een alibi heeft voor de moord, en dat dus wellicht iemand er Zach probeert in te luizen. Intussen valt Debra, die nog steeds Dexter achtervolgt, het hotel binnen. Ze wil Hannah meteen arresteren, maar komt daarop terug nadat Hannah zegt dat ze werkelijk van Dexter houdt. Elway is echter ook op de hoogte van de mogelijke terugkeer van Hannah en waarschuwt de autoriteiten. Terug in Miami gaan Dexter, Hannah en Zach samen eten bij Vogel. Dexter brengt nadien Hannah terug naar haar hotelkamer en heeft er seks met haar, terwijl Vogel erop staat Zach naar huis te voeren. Wanneer Dexter even later naar zijn appartement terugkeert, stoot hij op het lichaam van Zach, achtergelaten door de Brain Surgeon. Nadat hij het lijk heeft gedumpt, vraagt Dexter aan Hannah om bij hem in Miami te blijven. Uitzending NL (VPRO): 22 januari 2014 |                              |                     |                                |                   |
| 93 | Make Your Own Kind of Music  | John Dahl           | Karen Campbell                 | 25 augustus 2013  |
| Tijdens zijn onderzoek naar de moord op Zach vindt Dexter DNA bewijsmateriaal dat de identiteit van de Brain Surgeon onthult: het gaat om Vogels psychopate zoon, die jaren geleden zijn eigen dood in scène zette en vervolgens zijn naam veranderde. Verbijstering alom wanneer het om Oliver Saxon blijkt te gaan, het laatste vriendje van Cassie, die zich al die tijd ontzettend aangeslagen omtrent haar dood voordeed. Federaal agent Max Clayton versterkt Elway in de zoektocht naar Hannah, maar Dexter is hem te slim af door Hannah bij Debra thuis onder te brengen. Saxon merkt dat Debra iets vermoedt en hij besluit onder te duiken. Debra begint intussen te spelen met de gedachte om terug te keren naar Miami Metro. Dexter spoort Saxon op maar raakt hem al snel weer kwijt. Vogel vertelt Dexter dat het voor iedereen beter is wanneer hij de zaak gewoon laat voor wat het is. Dexter wil samen met Hannah en Harrison een nieuw leven beginnen buiten Miami, maar niet voordat hij Saxon heeft uitgeschakeld. Dexter beseft niet dat Saxon en Vogel intussen weer met elkaar verenigd zijn en dat zij haar zoon onderdak biedt. Uitzending NL (VPRO): 23 januari 2014 |                              |                     |                                |                   |
| 94 | Goodbye Miami                | Steve Shill         | Scott Reynolds & Jace Richdale | 8 september 2013  |
| Saxon wil dat Vogel hem de hulp biedt die ze ook Dexter heeft geboden. Dexter staat op het punt zijn ontslag te geven bij Miami Metro en vertelt dan ook aan Debra dat hij samen met Hannah en Harrison naar Argentinië gaat verhuizen. Clayton ruikt onraad bij het feit dat Dexter plant te vertrekken net nu Hannah zou zijn gesignaleerd. Debra gaat opnieuw aan de slag bij Miami Metro en begint ook weer een relatie met Quinn, die het net heeft uitgemaakt met Jamie. Ondanks haar wens om Saxon te helpen, besluit Vogel hem te verraden nadat Dexter haar de video van de moord op Zach toont. Na een dom ongeval moet Hannah de gewonde Harrison naar het ziekenhuis brengen. Een verpleegster herkent haar en zet Clayton weer op haar spoor. Vogel nodigt Saxon uit voor een gesprek, maar hij komt er al snel achter dat ze hem in de val wil lokken. Net wanneer Dexter verschijnt, vermoordt Saxon haar. Saxon ontsnapt terwijl Dexter zich tevergeefs over Vogel probeert te ontfermen. Uitzending NL (VPRO): 24 januari 2014 |                              |                     |                                |                   |
| 95 | Monkey In a Box              | Ernest R. Dickerson | Tim Schlattmann & Wendy West   | 15 september 2013 |
| Dexter zorgt ervoor dat al het bewijsmateriaal over zijn relatie met Vogel verdwijnt voordat hij de politie verwittigt. Elway en Clayton vermoeden dat Hannah door Debra geholpen wordt. Saxon doet Dexter een aanbod dat inhoudt dat ze elkaar vanaf nu met rust zullen laten. Dexter zegt akkoord te gaan maar wil hem in werkelijkheid nog steeds vermoorden voordat hij vertrekt. Aangezien een naderende orkaan over enkele uren het vluchtverkeer boven Miami dreigt plat te leggen, begeeft Hannah zich alvast naar de luchthaven om Dexter op te wachten. Ze wordt daarbij echter gevolgd door Elway. Intussen slaagt Dexter erin Saxon te vangen, maar hij komt er al snel achter dat zijn toekomstplannen met Hannah zijn moordzucht hebben verdrongen. In plaats van Saxon te vermoorden, besluit Dexter om Debra op te roepen om hem te arresteren. Debra wordt echter geschaduwd door Clayton, die als eerste geconfronteerd wordt met de vastgebonden man. Onwetend dat het om Saxon gaat, maakt Clayton hem los. Saxon steekt Clayton neer en neemt vervolgens Debra onder vuur. Hij ontsnapt terwijl Debra in elkaar stuikt. Uitzending NL (VPRO): 27 januari 2014 |                              |                     |                                |                   |
| 96 | Remember the Monsters?       | Steve Shill         | Scott Buck & Manny Coto        | 22 september 2013 |
| Door toedoen van Elway vertrekt de vlucht naar Argentinië zonder Dexter en Hannah. Terwijl het koppel op zoek gaat naar een alternatief, krijgt Dexter te horen dat Debra door Saxon werd neergeschoten. Hij haast zich naar het ziekenhuis, waar blijkt dat Debra buiten levensgevaar is. Toch is Dexter vastberaden zich op Saxon te wreken alvorens het land te verlaten. Saxon zelf hoort intussen via het nieuws dat Debra de schietpartij heeft overleefd, en hij zet koers naar het ziekenhuis om zijn klus af te maken. Daar aangekomen, wordt hij door Batista gearresteerd. Dexter komt terzelfder tijd aan in het ziekenhuis en merkt dat de kamer van Debra plots leeg is. Ze blijkt een zware hersenbloeding te hebben gekregen en zal volgens de dokters voor altijd in een vegetatieve staat blijven. Dexter is ontroostbaar en in een opwelling begeeft hij zich naar de cel van Saxon, waar hij hem vermoordt. Intussen nadert de aangekondigde orkaan de kust van Miami. Dexter keert terug naar het ziekenhuis en koppelt Debra los van alle medische apparatuur, waarna ze in zijn armen sterft. In al het tumult slaagt hij erin haar lichaam uit het gebouw te dragen en hij neemt haar mee op zijn boot. Dexter vaart uit, terwijl hij een telefoontje naar de intussen op een andere vlucht stappende Hannah en Harrison pleegt. Hij vertelt Hannah dat ze alvast zonder hem moet vertrekken en zegt Harrison dat hij van hem houdt. Dexter gooit het lijk van Debra overboord en vaart vervolgens de orkaan tegemoet. De volgende ochtend treft de kustwacht enkele brokstukken van Dexters boot aan en wordt hij doodverklaard. Hannah leest het bericht in de krant en pinkt een traan weg. Het laatste beeld van de serie toont dat Dexter nog leeft en zich een nieuwe identiteit heeft aangemeten. Uitzending NL (VPRO): 28 januari 2014 |                              |                     |                                |                   |